# Kim Seong-soo (Fußballspieler)
Kim Seong-soo (kor. 김성수; * 26. Dezember 1992 in Daejeon) ist ein südkoreanischer Fußballspieler.

## Karriere
Kim Seong-soo erlernte das Fußballspielen in der Schulmannschaft der Pungsaeng Middle School, in der Jugend vom Seongnam FC sowie in der Universitätsmannschaft der Pai Chai University. Seinen ersten Vertrag unterschrieb er am 1. Januar 2013 bei Daejeon Citizen. Das Fußballfranchise aus Daejeon spielte in der ersten Liga. In seiner ersten Profisaison bestritt er elf Ligaspiele. Am Ende der Saison 2013 belegte er mit dem Verein den letzten Tabellenplatz und musste somit in die zweite Liga absteigen. 2014 feierte er mit Daejeon die Meisterschaft und den direkten Wiederaufstieg in die erste Liga. Von Juli 2016 bis Dezember 2016 wurde er an den Zweitligisten Goyang Zaicro FC ausgeliehen. Für den Klub aus Goyang bestritt er acht Ligaspiele. Im Februar 2016 wechselte er zum Cheongju City FC. Zu den Spielern des Vereins zählen südkoreanische Profifußballer, die ihren zweijährigen Militärdienst ableisten. 2020 stand er beim Viertligisten Siheung Citizen FC in Siheung unter Vertrag. Sein ehemaliger Verein, der Zweitligist Daejeon Hana Citizen FC, nahm ihn die Saison 2021 unter Vertrag. Bis Mitte 2023 spielte er für die unterklassigen Vereine FC Chungju und Seoul Nowon United FC. Im Juni 2033 zog es ihn nach Thailand. Hier unterschrieb er in der Hauptstadt Bangkok einen Vertrag beim Drittligisten North Bangkok University FC. Mit dem Verein spielte er in der Bangkok Metropolitan Region. Am Ende der Saison feierte er mit dem Hauptstadtverein die Vizemeisterschaft der Region und die Qualifikation für die Aufstiegsspiele zur zweiten Liga. Hier konnte man sich jedoch nicht durchsetzen und verblieb in der dritten Liga. Im Juli 2024 wechselte er zum thailändischen Zweitligisten Lampang FC. Für den Zweitligisten aus Lampang bestritt er sieben Ligaspiele. Im Dezember 2024 wurde sein Vertrag nicht verlängert.

## Erfolge
Daejeon Citizen
- Südkoreanischer Zweitligameister: 2014  ▲